# پارافیلیا
کژکامگی یا پارافیلیا (به انگلیسی: paraphilia) تجربه‌ای از برانگیختگی جنسی مکرر یا شدید به اشیا، مکان‌ها، موقعیت‌ها، خیال‌پردازی‌ها، رفتارها یا افراد غیر معمول است. همچنین در مواردی به عنوان علاقه جنسی به هر چیزی غیر از شریک انسانی با رضایت قانونی تعریف شده است. پارافیلیا با علایق جنسی نرموفیلیک («معمول») مقایسه می‌شود، اگرچه تعریف آنچه که یک علاقه جنسی را معمول یا غیرمعمول می‌کند همچنان بحث‌برانگیز است. هیچ اجماعی برای مرز دقیق بین علایق جنسی غیرمعمول و معمول وجود ندارد و علل دقیق بسیاری از پارافیلیاها یافت نشده است.
تعداد دقیق و موارد پارافیلیا در بسیاری از موارد مورد اختلاف است (برای مثال آنیل آگراوال، روان‌پزشک، ۵۴۹ نوع پارافیلیا را در طبقه‌بندی خود آورده و تا به حال چندین زیر طبقه‌بندی از پارافیلیا پیشنهاد شده است). برخی معتقدند که یک رویکرد چند بعدی، طیف نگر یا شکایت مدار بهتر می‌تواند شواهد را منعکس کند.
این مفهوم، نخستین بار، در سال ۱۹۲۰ و توسط ویلهم استکل روان‌شناس اتریشی نام‌گذاری شد. بر سر انواع و شیوه دسته‌بندی انواع دگرخواهی‌های جنسی، هنوز بحث، وجود دارد.
دی‌اس‌ام-۵ لیست مشخصی برای هشت اختلال پارافیل دارد.

## تاریخچه و تعریف
در اواخر قرن نوزدهم، روانشناسان و روانپزشکان شروع به دسته‌بندی پارافلیاهای مختلف کردند زیرا آن‌ها می‌خواستند یک سیستم توصیفی بیشتر از ساختارهای قانونی و مذهبی لواط و انحراف داشته باشد. قبل از معرفی اصطلاح پارافیلیا در DSM-III (1980)، اصطلاح انحراف جنسی برای اشاره به پارافیلیا در دو چاپ اول کتاب استفاده شده بود. در سال ۱۹۸۱، مقاله ای که در مجله روان‌پزشکی آمریکا منتشر شد، پارافلیا را به عنوان «تخیلات مکرر، تحریک آمیز جنسی شدید، اصرارهای جنسی یا رفتارهایی است که عموماً با مواردی که در ادامه گفته می‌شود همراهی دارد» توصیف کرد:
- اشیا غیرانسانی
- رنج یا تحقیر خود یا شریک زندگی خود
- فرزندان
- رابطه با افراد بدون رضایت آنها[۱۶]

بر اساس آخرین تعریف انجمن روان‌پزشکی آمریکا اختلالات پارافیلیک (نوع بیمارگونه پارافیلیا) چنین تعریف می‌شود:
اختلالات پارافیلیک نوعی تخیلات یا رفتارهایی شامل تمایل جنسی به اشیاء غیرانسانی، رفتارهای سادومازوخیستی، کودکان یا سایر افراد نارضایی از رابطه جنسی است که به‌طور مکرر و ادامه‌دار وجود دارند. مدت این گونه رفتارها و تمایلات باید حداقل ۶ ماه و ناشی از اختلالات دیگری (مشکلات روان‌شناختی دیگر) نباشد.

## علل پارافیلیا
علل ترجیحات جنسی پارافیلی در افراد مشخص نیست،ولی یکی از ریشه های اصلی می تواند پورنوگرافی باشد که می تواند انحرافات جنسی را پیشرونده کند،اگرچه مجموعه‌ای از تحقیقات در حال انجام، به یک رابطه رشد عصبی احتمالی قبل از تولد اشاره دارد. یک مطالعه در سال ۲۰۰۸ با تجزیه و تحلیل تخیلات جنسی ۲۰۰ مرد دگرجنس‌گرایانه با استفاده از آزمون پرسشنامه فانتزی جنسیت ویلسون مشخص کرد که مردان دارای درجه مشخص تمایل به فتیش تعداد بیشتری از برادران بزرگتر، نسبت رقمی 2D: 4D بالا (که نشان دهنده قرار گرفتن در معرض استروژن بیش از حد قبل از تولد است)، و احتمال چپ‌دستی بودن زیاد، نشان می‌دهد که جانبی شدن نیم کره‌ای مختل در مغز ممکن است در جاذبه‌های انحرافی نقش داشته باشد.
در توضیحات رفتاری گفته می‌شود که پارافیلیا در اوایل زندگی، در طی تجربه ای که محرک پارافیل را با تحریک شدید جنسی جفت می‌کند، شرطی می‌شود. سوزان نولن-هوکسما پیشنهاد می‌کند که تخیلات خودارضایی دربارهٔ محرک، تحریک پارافیلی را تقویت و گسترش می‌دهد.

## تشخیص
بحث و جدال علمی و سیاسی در مورد ادامه گنجاندن تشخیص‌های مربوط به رابطه جنسی مانند پارافلیلیا در DSM به دلیل انگ ناشی از اطلاق آن‌ها به عنوان بیماری روانی وجود دارد.برخی از گروه‌ها، برای درک بیشتر و پذیرش تنوع جنسی، برای تغییر در وضعیت قانونی و پزشکی علایق و شیوه‌های غیر معمول جنسی لابی کرده‌اند. چارلز آلن موزر، پزشک و مدافع اقلیت‌های جنسی، اظهار داشت که تشخیص‌ها باید از کتابچه‌های راهنمای تشخیص حذف شود.

## علایق معمولی در برابر علایق غیر معمول
ادبیات بالینی حاوی گزارش‌های بسیاری از پارافلیاها است که فقط برخی از آن‌ها ورودی‌های خاص خود را در طبقه‌بندی‌های تشخیصی انجمن روان‌پزشکی آمریکا یا سازمان بهداشت جهانی دریافت می‌کنند. در مورد اینکه علایق جنسی باید به عنوان اختلالات پارافیلی در مقابل انواع طبیعی علاقه جنسی تلقی شود، اختلاف نظر وجود دارد. به عنوان مثال، از ماه مه ۲۰۰۰، در هر مقاله DSM-IV-TR، "از آنجا که برخی از موارد سادیسم جنسی ممکن است آسیب به قربانی نداشته باشد (به عنوان مثال تحمیل تحقیر به یک شریک رضایت دهنده)، عبارت سادیسم جنسی شامل ترکیبی از عبارت DSM-III-R و DSM-IV (به عنوان مثال، "شخص با این اصرارها با فردی که موافق نبوده رفتار کرده است، یا اصرارها، تخیلات یا رفتارهای جنسی موجب پریشانی یا دشواری بین فردی شده است").
DSM-IV-TR همچنین اذعان می‌کند که تشخیص و طبقه‌بندی پارافلیاها در میان فرهنگ‌ها یا ادیان «با این واقعیت پیچیده است که آنچه در یک محیط فرهنگی انحرافی تلقی می‌شود، ممکن است در یک محیط دیگر قابل قبول تر باشد». برخی معتقدند که هنگام بحث در مورد پارافیلیا، توجه به نسبی گرایی فرهنگی امری مهم است، زیرا در مورد آنچه از نظر جنسی قابل قبول است در فرهنگ‌ها اختلاف نظر زیادی وجود دارد.

## شدت و ویژگی
پزشکان بین پارافیلی‌های اختیاری، ترجیحی و انحصاری تفاوت قائل می‌شوند، گرچه اصطلاحات کاملاً استاندارد نیست. پارافیلی «اختیاری» راهی جایگزین برای تحریک جنسی است. در پارافیلای ترجیحی، فرد، پارافلیا را به فعالیت‌های متداول جنسی ترجیح می‌دهد، اما همچنین فعالیت‌های جنسی متداول را انجام می‌دهد. این ادبیات شامل مطالعات تک موردی از پارافلیاهای بسیار نادر و خاص است، که شامل یک پسر نوجوان می‌شود که علاقه زیادی به فتیشیسم به لوله‌های خروجی اگزوز اتومبیل‌ها، یک جوان با علاقه مشابه به نوع خاصی از ماشین و یک مرد که علاقه پارافیل به عطسه دارد (هم خودش و هم عطسه دیگران).

## پارافیلیا در DSM-5
DSM-5 تمایزی بین پارافیلیا و اختلالات پارافیلیک ایجاد می‌کند، بیان می‌کند که پارافلیا به خودی خود به درمان روانی احتیاج ندارد. و اختلال پارافیلیک را به عنوان "پارافیلیایی که در حال حاضر باعث پریشانی یا اختلال در عملکرد فرد شده یا پارافلیایی که رضایت فرد درآن مستلزم آسیب‌های شخصی به خود فرد یا دیگران است "در نظر می‌گیرد.
کارگروه پارافیلیا به این اجماع رسیده‌اند که " انحراف جنسی صرف اختلالات روانی نیست"، و پیشنهاد می‌دهد که DSM-V تمایز بین انحراف جنسی و اختلالات paraphilic. [. . .] داشته باشد. به این صورت که فرد می‌تواند پارافیلیا داشته باشد (با توجه به ماهیت اصرارها، تخیلات یا رفتارها) اما اختلال پارافیلیک نداشته باشد. (بر اساس پریشانی و اختلال). در این تصور، داشتن پارافلیا یک شرط لازم اما نه کافی برای داشتن یک اختلال پارافیلیک است. "این روش تمایز بین رفتار جنسی هنجار و غیر هنجار را دست نخورده باقی می‌گذارد، که می‌تواند برای محققان مهم باشد، اما بدون برچسب زدن خودکار رفتار جنسی غیر عادی به عنوان آسیب‌شناسی روانی، برخی از اشکالات منطقی موجود در DSM-IV-TR را از بین می‌برد. به عنوان مثال، در نسخه قبلی، یک مرد را نمی‌توان به عنوان یک مبدل پوش طبقه بندی کرد - هر چقدر لباس متقابل بپوشد و از نظر جنسی برای او هیجان انگیز باشد - مگر اینکه از این فعالیت ناراضی باشد یا به دلیل آن آسیب ببیند. این تغییر در دیدگاه با افزودن کلمه "اختلال" به تمام پارافیلیاها در معیارهای تشخیصی منعکس می‌شود؛ بنابراین، سادیسم جنسی به اختلال سادیسم جنسی تبدیل می‌شود. مازوخیسم جنسی به اختلال مازوخیسم جنسی تبدیل می‌شود و موارد دیگر. "

## مدیریت پارافیلیا
بیشتر پزشکان و محققان بر این باورند که علایق جنسی پارافیلیا قابل تغییر نیست، اگرچه شواهدی برای حمایت از این مورد لازم است. در عوض، هدف از درمان به‌طور معمول کاهش ناراحتی فرد از پارافیلیا و محدود کردن هرگونه رفتار مجرمانه است. هر دو روش روان‌درمانی و دارویی برای این اهداف در دسترس هستند.
درمان شناختی رفتاری، گاهی می‌تواند به افراد مبتلا به پارافیلیا کمک کند تا استراتژی‌هایی برای جلوگیری از عمل به علایق خود ایجاد کنند. به بیماران آموزش داده می‌شود عواملی را که باعث می‌شود بر اساس تمایلات جنسی خود رفتار کنند مانند استرس شناسایی و کنار بگذارند. در حال حاضر، این تنها روش روان‌درمانی برای پارافیلیا است که توسط آزمایش‌های دوسوکور تصادفی پشتیبانی می‌شود.

## درمان
درمان‌های دارویی می‌توانند به افراد در کنترل رفتارهای جنسی خود کمک کنند، اما محتوای پارافلیا را تغییر نمی‌دهند. آن‌ها برای اثربخشی بیشتر با رفتار درمانی شناختی معمولاً ترکیب می‌شوند.

### بازدارنده بازجذب سروتونین
از مهارکننده‌های انتخابی جذب مجدد سروتونین (SSRI) به ویژه در افرادی که آلت تناسلی خود را به نمایش می‌گذارند، پدوفیل‌ها و خودارضاکننده‌های وسواسی استفاده می‌شود. پیشنهاد می‌شود بر اهداف کاهش تحریک جنسی، کاهش اجبار و علائم افسردگی کار کنند. این درمان‌ها به خوبی مورد استقبال قرار گرفته‌اند و به عنوان یک درمان دارویی مهم پارافیلیا در نظر گرفته می‌شوند.

### آنتی آندروژن‌ها
از آنتی آندروژن‌ها در موارد شدیدتر استفاده می‌شود. مشابه اختگی فیزیکی، آن‌ها با کاهش سطح آندروژن کار می‌کنند، بنابراین به عنوان اختگی شیمیایی توصیف شده‌اند. نشان داده شده است که سیپروتون استات به‌طور قابل توجهی تخیلات جنسی و رفتارهای توهین آمیز را کاهش می‌دهد. مدروکسی پروژسترون استات و آگونیست‌های هورمون آزاد کنندهٔ گنادوتروپین (مانند لوپرورلین) نیز برای کاهش میل جنسی استفاده شده است. به دلیل عوارض جانبی، فدراسیون جهانی انجمن‌های روان‌پزشکی بیولوژیک توصیه می‌کند که از درمان‌های هورمونی فقط در مواردی که خطر جدی خشونت جنسی وجود داشته باشد یا روش‌های دیگر ناموفق باشد استفاده شود. اختگی با جراحی تا حد زیادی منسوخ شده است زیرا گزینه‌های دارویی به‌طور مشابه مؤثر و کمتر تهاجمی هستند.

## مسائل قانونی
قوانین علیه خشونت جنسی را به تصویب رسانده‌اند. به دنبال یک سری پرونده‌های برجسته در دادگاه عالی ایالات متحده، افرادی که به پارافیلیا، به ویژه بیماری پدوفیلی (کانزاس v. هندریکس، ۱۹۹۷) و نمایشگرایی (کانزاس v. کرین، ۲۰۰۲) مبتلا هستند و سابقه رفتار ضد اجتماعی و سابقه کیفری مرتبط دارند، بر اساس قوانین مختلف ایالتی که به‌طور کلی تحت عنوان قوانین خشونت‌آمیز جنسی شناخته می‌شوند، به‌طور نامحدود در حبس مدنی نگهداری می‌شوند.